# المعر (تعز)
المعر هي إحدى قرى الجمهورية اليمنية. تتبع جغرافيا لمحافظة تعز وإداريًا لمديرية شرعب السلام. يبلغ تعداد سكانها 2346 نسمة حسب الإحصاء الذي أجري عام 2004.